# Jan Gross (duchovní)
Jan Gross (25. dubna 1938, Starogard Gdański – 25. března 2014, Cieszyn) byl polský luterský duchovní a činovník ekumenického hnutí.
Ordinován byl roku 1960. V letech 2002–2007 byl předsedou synodu Evangelicko-augsburské církve v Polské republice.